# Tarja Turunen

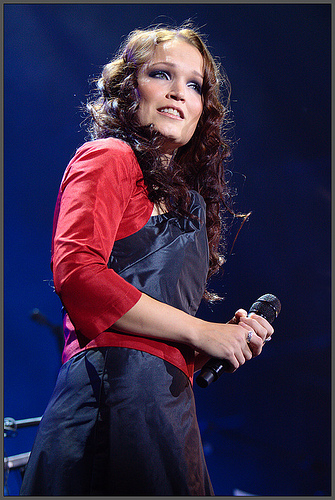
Tarja Turunen im Jahr 2009

Offizielles Logo

Tarja Soile Susanna Turunen Cabuli (* 17. August 1977 in Kitee, Finnland), kurz Tarja Turunen und außerhalb ihrer Heimat auch nur als Tarja bekannt, ist eine finnische Sopranistin und Songwriterin. Zusammen mit Tuomas Holopainen und Emppu Vuorinen gründete sie 1996 die finnische Symphonic-Metal-Band Nightwish, für die sie bis Ende 2005 den Gesang beisteuerte. Aufgrund ihrer Ausbildung als klassische Sängerin singt Turunen auch Metalstücke grundsätzlich im klassischen Stil. Die Kombination von harten Metalgitarren und klassischem „opernhaften“ Gesang begeisterte Ende der 1990er Jahre schnell sowohl Kritiker als auch Publikum und wurde unter anderem als „Opera Metal“ bezeichnet. Der Musikstil inspirierte auch viele andere Metalbands und Sängerinnen. Seit dem Ende der Zusammenarbeit mit Nightwish widmet sie sich unter dem Namen Tarja ihrer Solokarriere im Bereich Symphonic Rock bzw. Symphonic Metal sowie der Band Harus im Bereich klassischer Musik.

## Biografie

### Leben
Tarja Turunen wuchs mit einem älteren und einem jüngeren Bruder in Puhos auf, einem zur ostfinnischen Stadt Kitee gehörenden Dorf. Ihre musikalische Ausbildung begann sie im Alter von sechs Jahren mit Klavierunterricht. Wenig später begann sie, in einem örtlichen Chor zu singen. Auf der Gesamtschule in Kitee wurde sie schnell berühmt und berüchtigt dafür, in jedem Projekt mitzusingen. Ihr damaliger Musiklehrer Plamen Dimov erinnerte sich später, dass er Turunen nur die Noten zu einem Lied geben musste; sie konnte es sofort singen, während er mit anderen – durchaus talentierten – Schülerinnen das Stück erst drei- bis viermal üben musste. Damit auch andere Schülerinnen ihre Chance bekamen, organisierte er für Turunen möglichst viele Auftritte und Projekte außerhalb der Schule. Mit 15 Jahren hatte sie bei einem Weihnachtskonzert vor 1000 Zuschauern ihren ersten größeren Auftritt als Solistin.

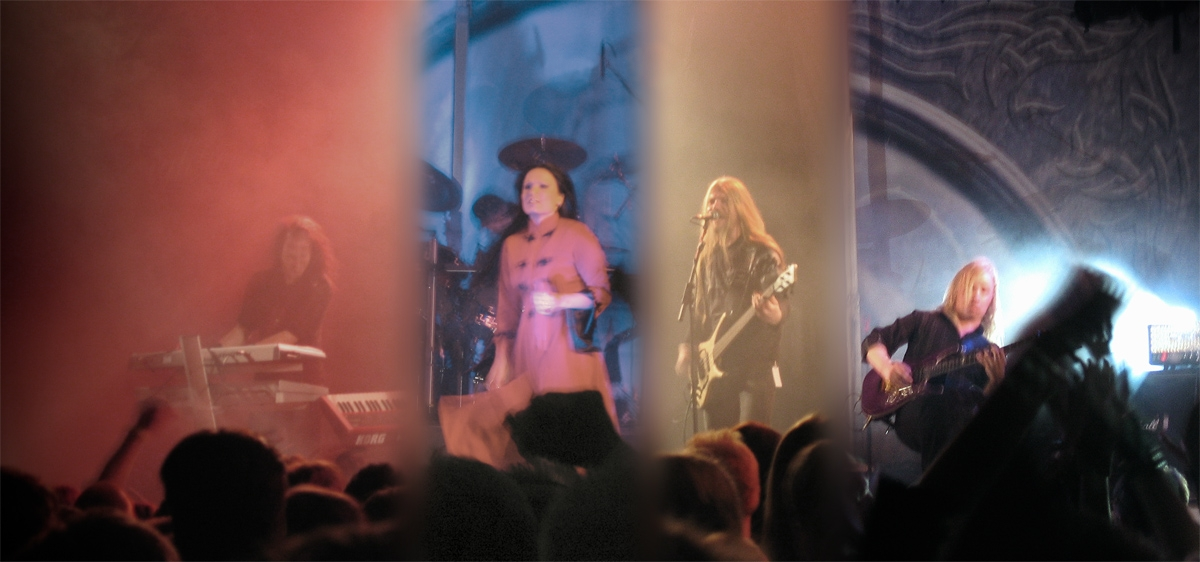
Tuomas Holopainen, Tarja Turunen, Marco Hietala, Emppu Vuorinen (von links), Eröffnung der Once-Tournee (2004) von Nightwish

Nach Abschluss der Gesamtschule wechselte sie auf ein Musikgymnasium in Savonlinna; mit 18 Jahren zog sie nach Kuopio, um an der Sibelius-Akademie Musik zu studieren. Als sie in den Weihnachtsferien 1996 von ihrem ehemaligen Schulkameraden Tuomas Holopainen gefragt wurde, ob sie an seinem akustischen Musikprojekt teilnehmen wolle, sagte sie sofort zu. Bei der Aufnahme der ersten Demo stellte sich heraus, dass Turunens Stimme durch den klassischen Gesangsunterricht deutlich kraftvoller geworden war, als Holopainen sie aus der Schulzeit in Erinnerung hatte.
Bei den darauf folgenden Bandproben verwendete Emppu Vuorinen anstelle der akustischen Gitarre immer häufiger eine elektrische Gitarre. Schließlich stieß mit Jukka Nevalainen auch ein Schlagzeuger zur Band und Holopainen entschloss sich, Nightwish zu einer Metalband zu machen. Holopainen erklärte später, dass die Bandmitglieder nach und nach feststellten, dass Turunens Stimme zu kraftvoll und zu dramatisch für akustische Musik war. Sie kamen zu der Ansicht, dass auch die Musik gewaltig sein musste. So wurde Turunen als Gründungsmitglied von Nightwish zugleich auch stilprägend für die Band. Im September 1997 nahmen Nightwish eine weitere Demo auf, mit der Holopainen schließlich das finnische Plattenlabel Spinefarm Records überzeugen konnte, ein Debütalbum zu veröffentlichen. Die Demo stellte den Kern des im Jahr 1997 veröffentlichten Debütalbums namens Angels Fall First dar. Das Album schaffte es zur Überraschung aller Beteiligten in die Top 40 der finnischen Charts, so dass die Band im Dezember 1997 anfing, Konzerte zu geben. Aufgrund ihres Engagements in der Band war Turunen schon bald nicht mehr in der Lage, sich ausreichend auf ihre akademischen Aktivitäten zu konzentrieren, und unterbrach ihr Studium schließlich.
1998 sang Turunen auch als Mitglied des Festspielchors bei den Savonlinna-Opernfestspielen Stücke von Wagner, Verdi und anderen Komponisten.
Ende 2018 erlitt Turunen nach einer kräftezehrenden US-Tournee einen Schlaganfall zu Hause. Die Ärzte konnten sie vollständig heilen, jedoch nicht die Ursache für den Schlaganfall finden.

### Die Nightwish-Ära
Im Jahr 1998 veröffentlichte die Band Nightwish ihr zweites Album Oceanborn. Dieses Album enthielt kaum noch Bezüge zu Folk- oder akustischer Musik, die Musik konzentrierte sich vielmehr auf Turunens dramatischen Gesang sowie schnelle und melodiöse Keyboard- und Gitarrenlinien. Die Singleauskopplung „Sacrament of Wilderness“ schaffte es auf Platz 1 in den finnischen Charts und blieb dort einige Wochen. Aufgrund dieses Erfolges wurde das ursprünglich nur in Finnland veröffentlichte Album im Frühling 1999 auch international veröffentlicht. Mit der MCD „Sleeping Sun (Four Ballads of the Eclipse)“ wurden Nightwish erstmals auch in Deutschland bekannt. 1999 gingen Nightwish als Vorband von Rage auf Europatournee und schufen sich so auch außerhalb Finnlands eine Fanbasis.
Als die finnische Band Waltari, diesmal als Death-Metal-Band, das Musik-Ballett Evankeliumi (auch als Evangelicum bekannt) mit Tänzern, Chor und Orchester sowie zwei (klassischen) Solisten an der Finnischen Nationaloper aufführte, wurde Turunen als eine der beiden Solistinnen engagiert. Sie nahm in der Rolle eines Schutzengels ab Oktober 1999 an zehn ausverkauften Vorstellungen teil.
In den Jahren 2000 und 2001 war sie mit Nightwish mit den Aufnahmen für das Album Wishmaster sowie der EP Over the Hills and Far Away und der anschließenden Tournee beschäftigt. Im September 2001 schrieb sie sich an der Staatlichen Hochschule für Musik Karlsruhe ein, wo sie sich als Solistin ausbilden ließ. Die Gründe, nach Karlsruhe zu gehen, waren zum einen der gute Ruf der Hochschule, zum anderen aber auch ihr inzwischen großer Bekanntheitsgrad in Finnland und die Tatsache, dass sie an der finnischen Hochschule wegen ihrer Mitgliedschaft in einer Metal-Band von einigen Leuten als klassische Sängerin nicht mehr ernst genommen wurde. An der Hochschule in Karlsruhe dagegen wurde sie als klassische Sängerin, die ihren Lebensunterhalt hauptsächlich mit Metal-Musik verdient, akzeptiert. Insbesondere ihre dortige Professorin sah das nicht als Makel an.
Im Jahr 2002 nahmen Nightwish das Album Century Child auf. Wie bei den Alben zuvor schrieb der Keyboarder Tuomas Holopainen zunächst die Stücke und schickte Turunen die Liedtexte sowie eine Demoaufnahme mit den bereits aufgenommenen Instrumentalspuren per Post. Mit Hilfe der Demoaufnahme gestaltete sie dann ihre Gesangslinien und die Chorpassagen zur Melodie. Anschließend wurde ihr Gesang im Musikstudio Finnvox Studios in Helsinki aufgenommen. Mit diesem Album wandelte sich auch der musikalische Stil Nightwishs, weshalb Turunen ihre Gesangsweise zu ändern begann (siehe Abschnitt „Gesangsstil“ → „Entwicklung“). Auf Bitten ihres späteren Ehemannes Marcelo Cabuli arbeitete sie darüber hinaus am Soloalbum des argentinischen Bassisten Beto Vázquez namens Beto Vázquez Infinity mit, obwohl sie sich eigentlich ganz auf ihr Studium konzentrieren wollte und konsequent alle anderen Angebote für Gastbeiträge ablehnte.

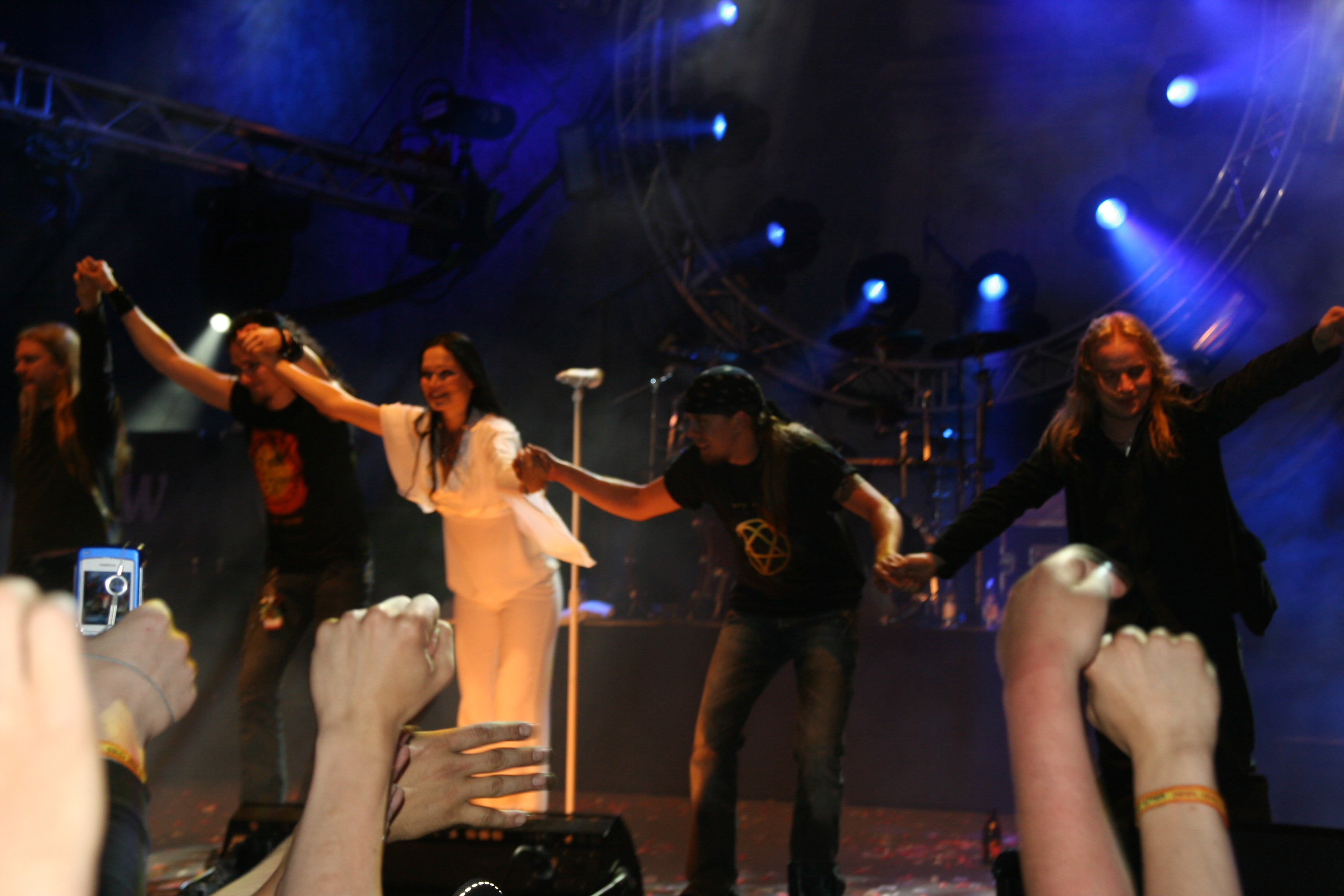
Marco Hietala, Tuomas Holopainen, Tarja Turunen, Jukka Nevalainen und Emppu Vuorinen während der Once-Tournee (2005) von Nightwish

Im selben Jahr war Tarja Turunen zusammen mit einigen befreundeten Musikern in Südamerika unterwegs, um das Liedkonzert Noche Escandinava (spanisch „Skandinavische Nacht“) aufzuführen, wiederum vor ausverkauften Häusern. Auf dem Programm standen Kunstlieder von deutschen und skandinavischen Komponisten wie Jean Sibelius, Richard Strauss und Johannes Brahms, die Turunen dem südamerikanischen Publikum näherbringen wollte, weil Komponisten aus Skandinavien und speziell Finnland dort wenig bekannt waren. Im Anschluss daran begab sie sich mit Nightwish auf eine Welttournee zum weltweit erfolgreichen Album Century Child. Nach der Tournee nahm sich die Band zum ersten Mal seit ihrem Bestehen eine längere Auszeit, die Turunen nutzte, um nach Karlsruhe zurückzukehren und ihr Studium zu beenden.
Anfang des Jahres 2003 heiratete sie Marcelo Cabuli, den Chef des auf Metal spezialisierten argentinischen Plattenlabels NEMS Enterprises, den sie auf der Südamerika-Tournee zum Album Wishmaster als Chef-Promoter kennengelernt hatte. Im November des Jahres arbeitete Turunen zusammen mit Nightwish an den Aufnahmen für das Album Once, das dann Mitte 2004 veröffentlicht wurde. Mit dem Album erreichten Nightwish zum ersten Mal Platz 1, sowohl in den deutschen Album-Charts als auch in den European Top 100. Darauf folgte dann ihre bis Ende 2005 dauernde Welttournee „Once Upon a Tour“, während der ab August 2004 auch erstmals in größerem Umfang Konzerte in den Vereinigten Staaten gegeben wurden. Insgesamt erhielt sie mit Nightwish in den Jahren 1998–2004 allein durch Veröffentlichungen von Singles 7-mal Gold und 2-mal Platin.
Zu Weihnachten 2004 veröffentlichte sie die Solo-Single „Yhden enkelin unelma“ (finnisch: „Eines Engels Traum“), die in ihrem Geburtsland Finnland Goldstatus erreichte. Die Single schaffte ein Jahr später, rechtzeitig vor Weihnachten 2005, in den finnischen Charts einen Wiedereinstieg auf Platz 1. Im Frühling 2005 nahm sie dann mit Martin Kesici das Duett „Leaving You for Me“ und ein dazugehöriges Musikvideo auf, das als Single zu Kesicis Album So What…!? veröffentlicht wurde.

### Trennung von Nightwish
Zum ersten personellen Wechsel in der Besetzung von Nightwish kam es im September 2001, als Sami Vänskä zum Verlassen der Band gezwungen wurde, weil sein langjähriger Freund Tuomas Holopainen sich nicht mehr dazu imstande sah, weiter mit ihm zusammenzuarbeiten.
Ein weiterer Wechsel bahnte sich an, als sich im Laufe der folgenden Jahre das Verhältnis zwischen Tuomas Holopainen und Turunens Ehemann und Manager Marcelo Cabuli und auch das Verhältnis zwischen Holopainen und Turunen selbst verschlechterte. Turunen verkündete daher im Dezember 2004 den anderen Bandmitgliedern, dass sie nach einem für 2006/2007 geplanten neuen Album und der anschließenden Tournee aus der Band aussteigen und sich ihrer Solokarriere widmen wolle. Nach Angaben ihres Ehemannes erklärte sich Turunen dabei bereit, ihr erstes Solo-Album erst nach dem neuen Studioalbum von Nightwish zu veröffentlichen. Nach dem letzten gemeinsamen Konzert am 21. Oktober 2005 (End of an Era) wurde der Sängerin dann aber von Tuomas Holopainen ein Brief übergeben, den auch die übrigen Mitglieder unterzeichnet hatten. Mit diesem wurde ihr mitgeteilt, dass die Band nicht mehr mit ihr zusammenarbeiten wolle. Dieser Brief wurde später auf der Website der Band veröffentlicht. In diesem Brief wurde Turunen unter anderem vorgeworfen, sich zu oft von den Proben ferngehalten und sich divenhaft benommen zu haben; ihr Ehemann wurde dabei auch für ihr Verhalten verantwortlich gemacht.
Turunen gab in der darauffolgenden Zeit neben einem Statement zum offenen Brief mehrere Interviews, in denen sie ihre Sichtweise erläuterte. Dabei zeigte sie sich vor allem betroffen darüber, dass Holopainen nach neun Jahren Zusammenarbeit keinen anderen Weg gefunden hatte, als die Trennung durch einen offenen Brief auszutragen. Sie erklärte, dass sie sich in den Anschuldigungen nicht wiederfinden könne, und bat, ihren Ehemann aus der Auseinandersetzung herauszuhalten. Aufgrund des anhaltenden Medieninteresses an der Trennung erschien auch eine Stellungnahme Cabulis, in der er die Vorgänge aus seiner Sicht erklärte.
Trotz der Umstände der Trennung ist die künstlerische Wertschätzung zwischen den ehemaligen Bandmitgliedern bestehen geblieben. Holopainen erklärte, dass als Nachfolgerin für Turunen keine ähnlich ausgebildete Sängerin infrage kam, weil Turunen in ihrer Art von Gesang äußerst gut und deshalb nicht durch eine ähnliche Sängerin ersetzbar gewesen sei. Er erklärte auch, dass er sich wünsche, eines Tages wieder mit Turunen befreundet zu sein. Turunen erklärte im Oktober 2007 in einem Interview, dass sie sehr stolz auf ihre Vergangenheit mit Nightwish sei, dass die verbliebenen Bandmitglieder außerordentlich talentiert seien und dass sie Nightwish alles erdenklich Gute wünsche.

### Solokarriere
Da Turunen zunächst davon ausging, noch bei einem weiteren Nightwish-Album mitzuwirken, hatte sie das Jahr 2006 für einige Konzerte und die Veröffentlichung ihres bereits im Jahre 2005 aufgenommenen (Solo-)Weihnachtsalbums Henkäys ikuisuudesta (finnisch „Hauch von Ewigkeit“) verplant. Im Dezember 2005 gab sie einige Weihnachtskonzerte in Finnland, Deutschland, Spanien und Rumänien. Bei den Savonlinna-Opernfestspielen trat sie 2006 als Solistin auf und sang zusammen mit dem finnischen Tenor Raimo Sirkiä unter anderem die Arien „O mio babbino caro“ aus Giacomo Puccinis Gianni Schicchi und „Libiamo ne' lieti calici“ aus Giuseppe Verdis La traviata sowie das Titellied aus Andrew Lloyd Webbers Musical The Phantom of the Opera. Im November des Jahres gab sie zusammen mit dem Tapiola-Chor zugunsten des UNICEF-Kinderhilfswerks ein Konzert mit dem Titel Tomorrow’s Child. Nach der Veröffentlichung ihres Weihnachtsalbums Henkäys ikuisuudesta gab sie Ende 2006 erneut einige Weihnachtskonzerte. Das brachte ihr eine Nominierung für den finnischen Musikpreis Emma als beste Solistin des Jahres 2006 ein.

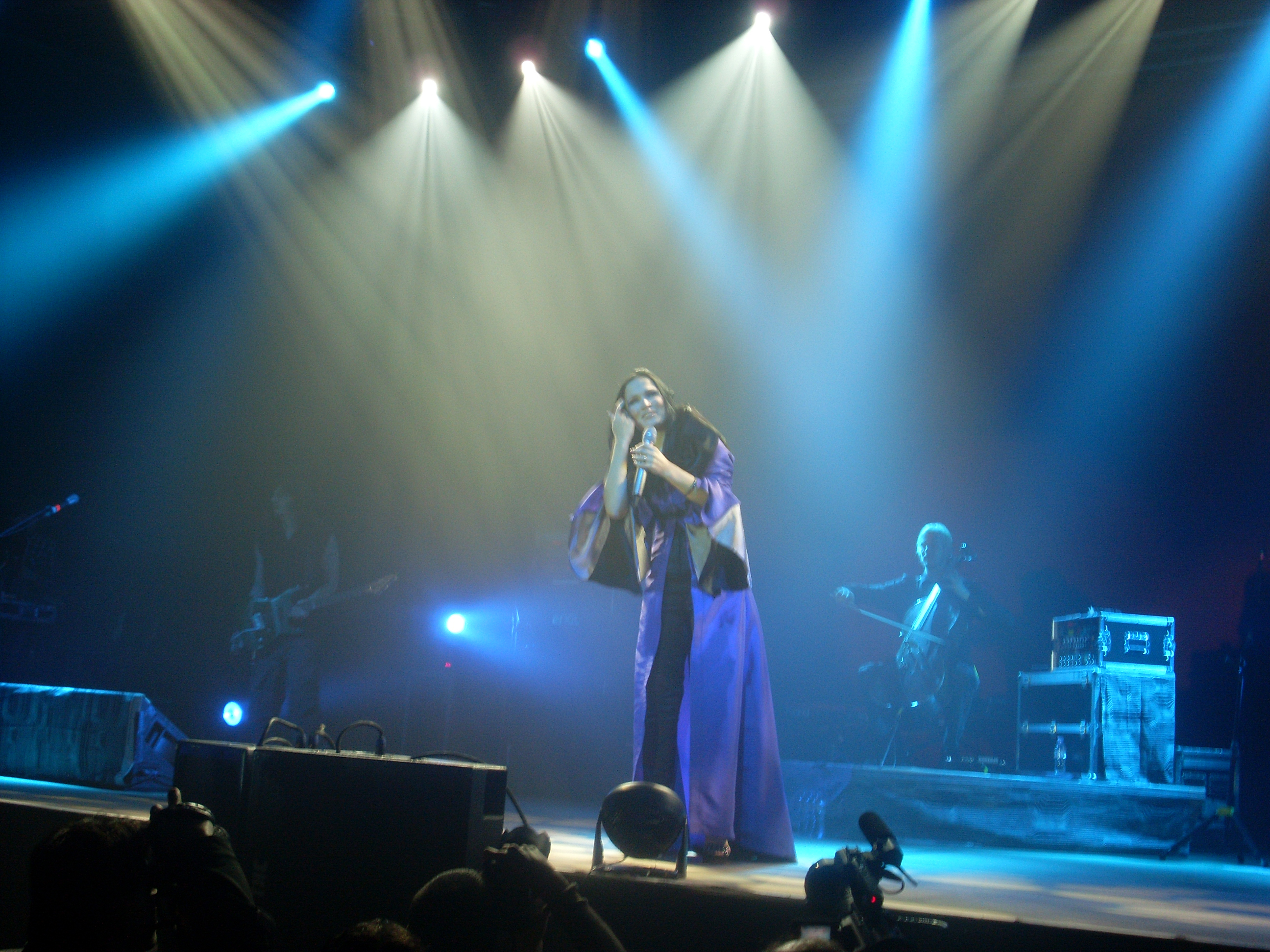
Tarja Turunen, im Hintergrund Alex Scholpp (links) und Max Lilja (rechts) während der My-Winter-Storm-Tournee (2008)

Entgegen manchen Spekulationen konzentrierte sie sich nach der Trennung von Nightwish aber nicht voll auf die klassische Musik. Seit August 2006 arbeitete sie zugleich an der Veröffentlichung ihres nächsten Soloalbums, mit dem sie ihr eigentliches Soloprojekt begann. Es war das erste Mal, dass Turunen Songs selbst schreiben oder umfangreich überarbeiten konnte. Unterstützt wurde sie dabei von einigen professionellen Songschreibern. Die Chor- und Orchesterarrangements ließ sie von Filmmusik-Komponist James Dooley schreiben. Dieses Soloalbum ist stilistisch im Bereich Symphonic Rock oder Symphonic Metal mit klassischem, „opernhaften“ Gesang einzuordnen.
Am 26. Oktober 2007 wurde die Single „I Walk Alone“ veröffentlicht, bevor am 16. November 2007 das Album mit dem Titel My Winter Storm erschien und am 7. März 2008 die zweite Single namens Die Alive ausgekoppelt wurde. Es erreichte Goldstatus in Deutschland und Finnland. Das Album brachte ihr bei den finnischen Emma Awards 2007 eine Nominierung in der Kategorie „beste finnische Künstlerin“ ein; für den deutschen Echo Pop (2007) wurde sie in der Kategorie „Newcomer des Jahres“ nominiert.
Nach den „Warm-Up-Concerts“ im November und Dezember 2007 begann sie am 7. Mai 2008 die My-Winter-Storm-Tournee durch Europa, Südamerika und Nordamerika. Auftritte erfolgten auch auf dem Wave-Gotik-Treffen in Leipzig, dem Metal Female Voices Fest in Belgien, und dem „Gods of Metal“-Festival in Italien.

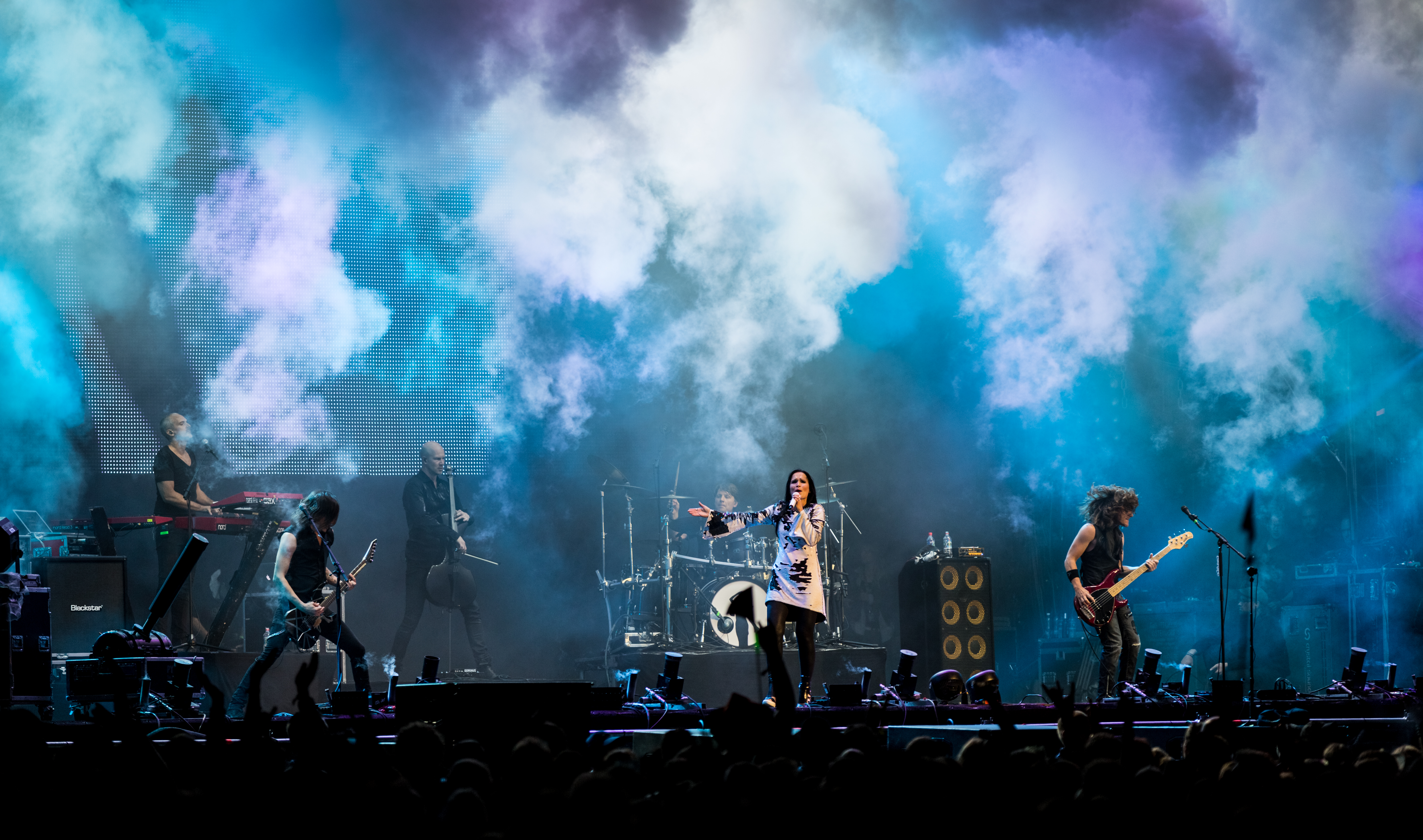
Tarja Turunen bei ihrem Auftritt beim Wacken Open Air 2016

Die Tourneeband besteht aus einigen Musikern, die – wie Kiko Loureiro (Angra), Alex Scholpp (Farmer Boys) oder Doug Wimbish – bereits bei den Studioaufnahmen oder beim Schreiben der Songs beteiligt waren. Außerdem stießen dazu Maria Ilmoniemi, die Turunen schon bei den Weihnachtskonzerten begleitet hatte, sowie Max Lilja (Ex-Apocalyptica). Zusätzlich wurde Tarja zeitweise von ihrem Bruder Toni Turunen begleitet, der insbesondere den männlichen Gesangspart bei dem Lied „The Phantom of the Opera“ übernahm. Später stieß auch Oliver Holzwarth (Tourneemusiker bei Blind Guardian) hinzu, um Doug Wimbish als Bassist zu vertreten, während dieser mit Living Colour auf Tournee war.
Im Dezember 2008 nahm Turunen an Doro Peschs „25th Anniversary Concert“ teil, auf dem Doro und Tarja die Stücke „The Seer“ und „Walking with the Angels“ zusammen sangen. Diese Duette wurden auf der Anfang 2009 veröffentlichten Fan-Edition von My Winter Storm, und auf dem neuen Doro-Album Fear No Evil, veröffentlicht.
Im Dezember 2009 nahm sie ihren Gesangsbeitrag für ein Duett mit Klaus Meine unter dem Liedtitel „The Good Die Young“ auf, das am 26. Februar 2010 als erste Single zum Scorpions-Album Sting in the Tail veröffentlicht wurde. Am 27. März trat sie zusammen mit den Scorpions in der ZDF-Sendung „Wetten, dass..?“ auf, um „The Good Die Young“ vor einem europäischen Millionenpublikum aufzuführen.

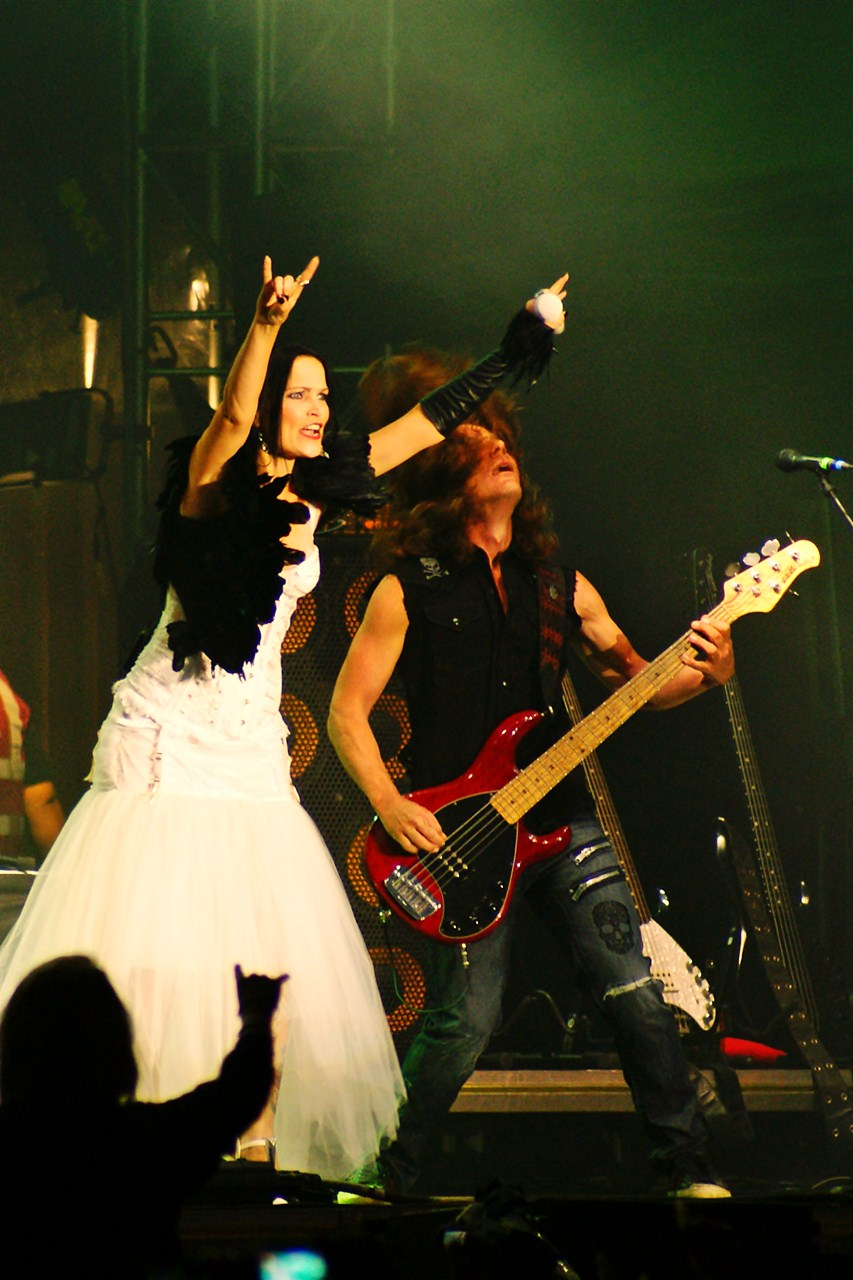
Tarja Turunen beim tschechischen Masters of Rock 2016

Am 3. Februar 2010 begannen die Aufnahmen für ihr zweites Rock-Album in den Petrax Studios in Hollola, Finnland. Am 19. Juli erschien die erste Single „Falling Awake“. Das neue Album What Lies Beneath wurde am 3. September 2010 veröffentlicht. Im Gegensatz zum Vorgänger My Winter Storm produzierte Turunen das Album selbst und war an der Komposition aller auf der CD enthaltenen Lieder beteiligt. Die zum Album gehörige Tournee beinhaltete auch Auftritte bei Rockfestivals. So trat Turunen beispielsweise bereits am 7. August 2010, vor der Veröffentlichung des Albums, beim Wacken Open Air auf, wo sie auch zwei ihrer neuen Songs vom Album What Lies Beneath aufführte. Es war Turunens erstes Konzert auf dem Wacken Open Air als Solokünstlerin, nachdem sie in den Jahren 2000, 2001 und 2005 schon mit Nightwish dort aufgetreten war. What Lies Beneath war Tarjas erster größerer Erfolg in den Vereinigten Staaten, es erreichte Platz 24 der US Top Heatseekers.
Am 12. August 2011 wurde auf Turunens offizieller Webseite bekanntgegeben, dass sie sich nach längerer Zusammenarbeit (seit 2006) mit den finnischen Musikern Kalevi Kiviniemi (Orgel), Marzi Nyman (Gitarre) und Markku Krohn (Perkussion) zu einem Projekt namens Harus (finnisch Stag) zusammengeschlossen hat. Bei diesem Projekt will sie sich ganz auf ihre klassischen Wurzeln konzentrieren. Im Winter 2011 erschien mit dieser Formation eine CD und DVD mit dem Titel In Concert – Live At Sibelius Hall. Im November 2012 begann Turunen die Gesangsaufnahmen zu ihrem dritten Rock-Album.

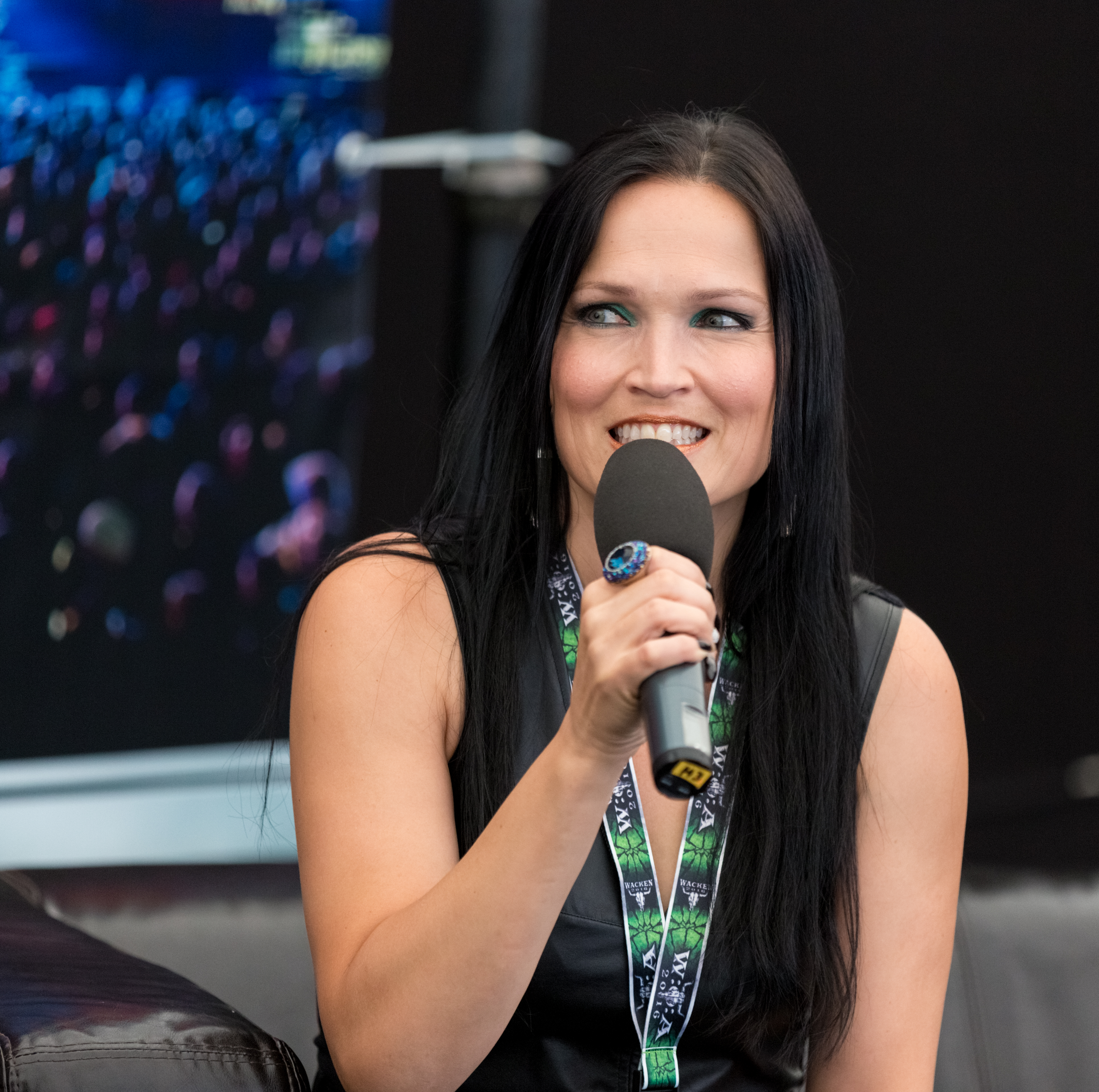
Tarja Turunen bei der Pressekonferenz Wacken Open Air 2016

Ende 2012 bekam Turunen ihr erstes Kind, eine Tochter. Der Vater ist ihr Ehemann und Manager Marcelo Cabuli.
Für das Remixalbum Tubular Beats von Mike Oldfield und Torsten Stenzel, das am 1. Februar 2013 erschien, nahm Tarja Turunen den Gesang für das Lied Never Too Far auf.
Ende August 2013 erschien Tarjas drittes Rockalbum Colours in the Dark (engl. „Farben in der Dunkelheit“).
Nachdem am 3. Juni 2016 ein Prequel unter dem Titel The Brightest Void veröffentlicht worden war, erschien am 5. August 2016 das vierte Rockalbum The Shadow Self. Am selben Tag trat Tarja zum zweiten Mal in ihrer Solokarriere auf dem Wacken-Open-Air-Festival auf.

## Gesangsstil

### Entwicklung
Parallel zum Besuch des Musikgymnasiums in Savonlinna nahm Tarja Turunen ab dem Alter von 17 Jahren privaten klassischen Gesangsunterricht. Nach der Schule begann sie ein Musikstudium im Fachbereich Kirchenmusik an der Sibelius-Akademie, wo sie neben Gesang auch Klavier studierte. Als ihr Engagement bei Nightwish ihr jedoch nicht mehr genug Zeit für das Studium ließ, unterbrach sie dieses.

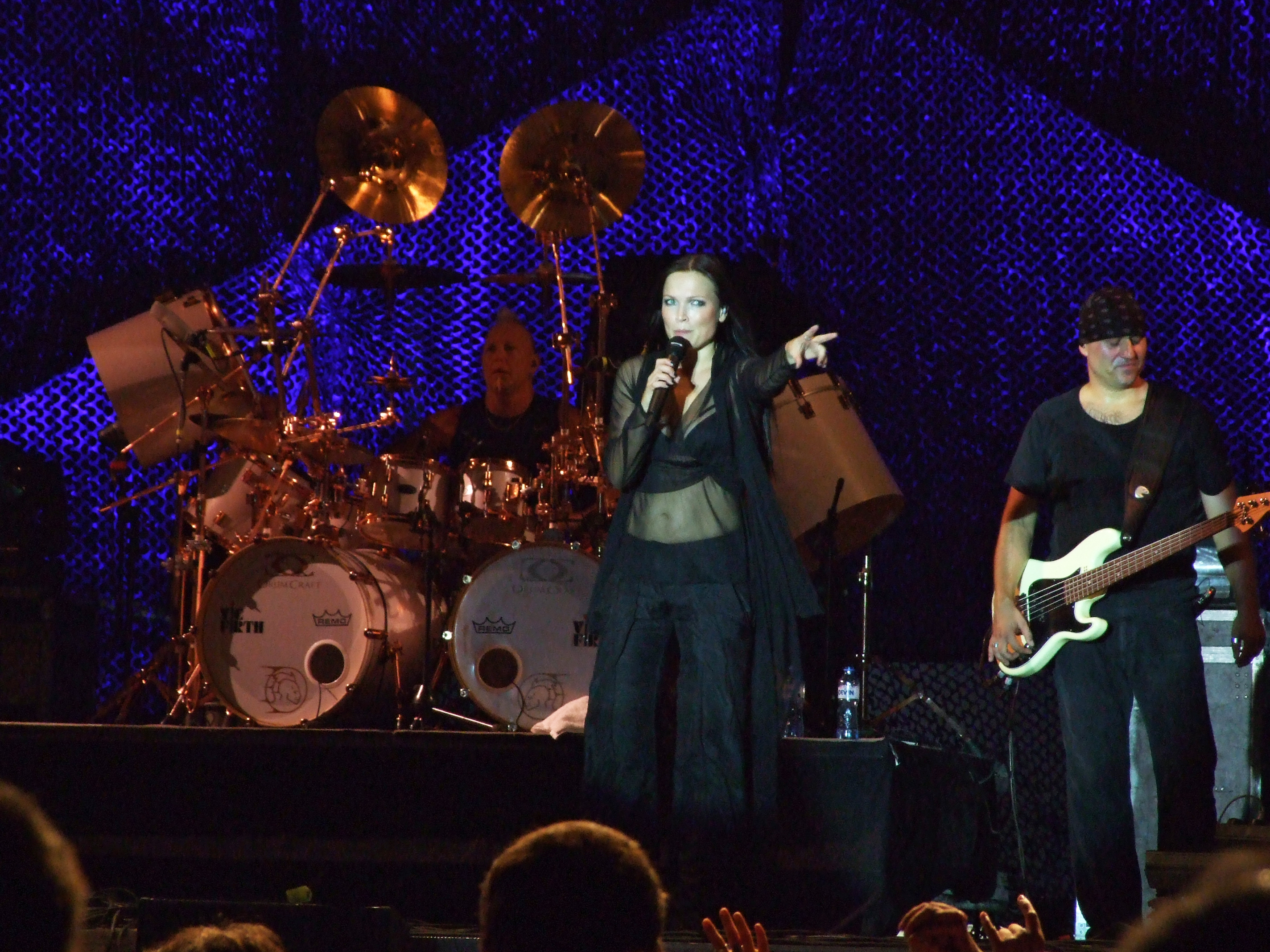
In Kavarna (Bulgarien) während der Tournee „Warming Up Beneath“ (2010)

Von 2000 bis 2003 ließ sie sich an der Staatlichen Hochschule für Musik Karlsruhe als Solistin mit der Spezialisierung auf klassischen Gesang in Form des Kunstliedes ausbilden. Ursprünglich hatte sich Turunen zwar für eine Chorsängerausbildung beworben, bei der Aufnahmeprüfung erregte sie jedoch die Aufmerksamkeit der renommierten japanischen Sängerin und Professorin Mitsuko Shirai. Diese ermutigte Turunen, sich als Solistin bei ihr ausbilden zu lassen.
Als klassische Sängerin singt Turunen grundsätzlich mit klassischer Gesangstechnik. Sie erklärte später, dass es in der Anfangszeit von Nightwish schwer gewesen sei, den klassischen Gesang mit dem harten Metalsound so zu verbinden, dass es ihr einerseits Bewegungsfreiheit auf der Bühne erlaubte, andererseits ihre Stimmbänder aber nicht schädigte. Die klassische Technik helfe ihr aber beim Singen, so dass sie mit ihrer Stimme spielen könne; daher habe sie sich gegen zusätzlichen Unterricht in Rock-/Pop-Gesang entschieden.
Ende der 1990er Jahre sorgte die Kombination von harten und schnellen Gitarrenriffs mit klassischem weiblichen Leadgesang in der Metalszene für Aufsehen. Der damals neuartige Musikstil von Nightwish konnte schnell sowohl Kritiker als auch Publikum begeistern. Seit 1998 etablierte sich für diesen Symphonic-Metal-Stil nach und nach die Bezeichnung „Opera Metal“. Die Bezeichnung „Opera Metal“ ist insofern missverständlich, als sich Tarja Turunen nicht als Opernsängerin sieht. Sie hat zwar schon bei den Savonlinna-Opernfestspielen Ausschnitte aus Opern vorgetragen, betont jedoch immer wieder, dass Operngesang nicht nebenbei betrieben werden könne und dass sie erst intensiv trainieren müsse, um eine ganze Oper – ohne Mikrophon – perfekt vortragen zu können. Auf die Frage, wie die Assoziation „Opera Metal“ zustande gekommen sein möge, antwortete Turunen in einem Interview, dass die beiden Musikstile Metal und Oper trotz der offensichtlichen Unterschiede einige Gemeinsamkeiten hätten:

„Die Szenen sind sich sehr ähnlich. Es gibt viele Leute, die nie in eine Oper gehen würden und dasselbe gilt für Metal. Aber die wirklichen Fans sind unglaublich loyal. Und beide Richtungen sind bombastisch und drücken starke Gefühle aus.“

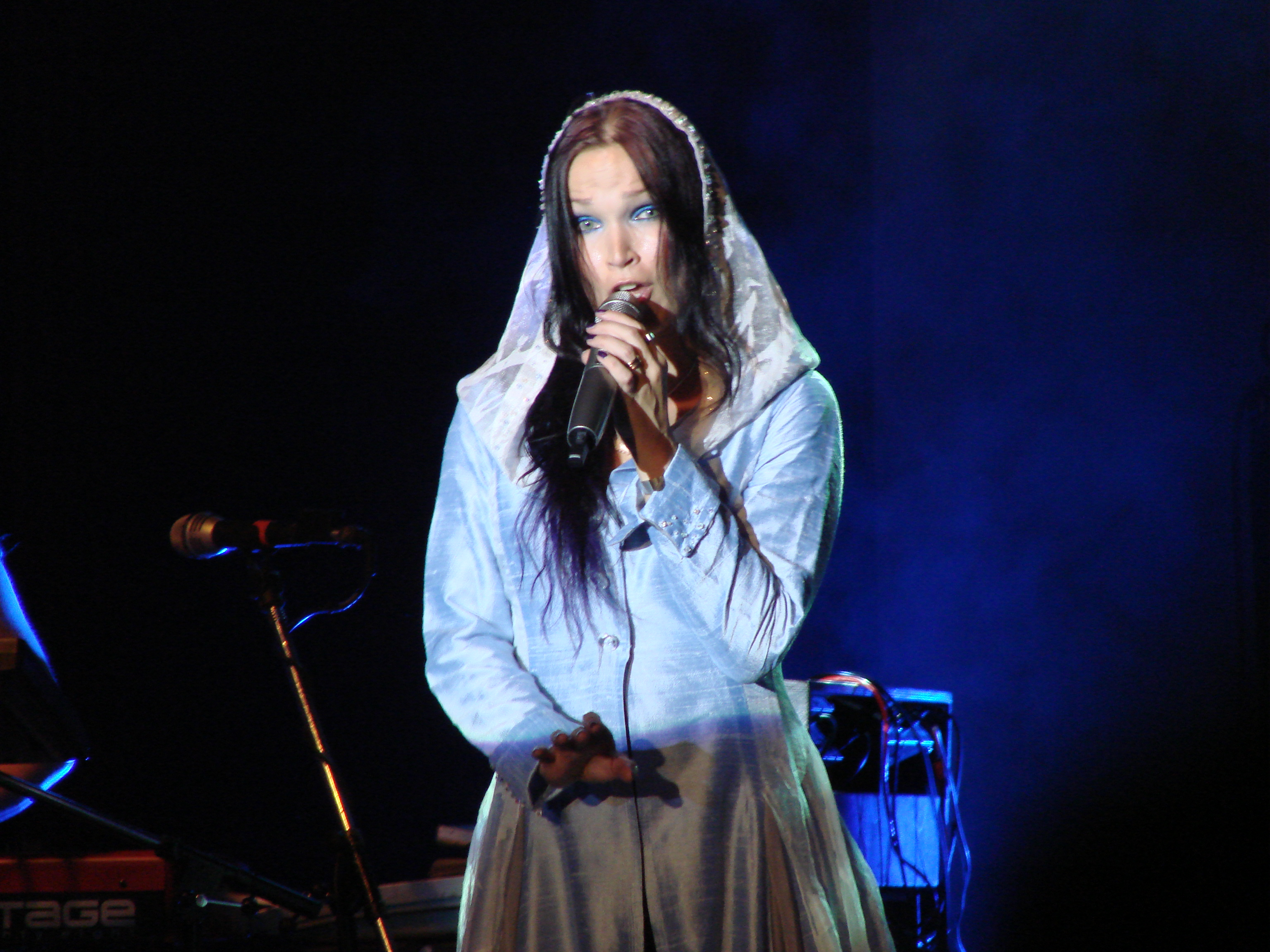
In Buenos Aires während der Tournee „Storm Returns to the America's“ (2009)

Bereits vom ersten Nightwish-Album Angels Fall First (1997) an wurde Turunens Gesang von Kritikern mit Adjektiven wie „engelsgleich“ oder „walkürenhaft [sic]“ beschrieben. Die Assoziationen zur Walkürenfigur griff auch das Remake des Videos zur Single Sleeping Sun auf, in dem Turunen singend über ein Schlachtfeld wandert, so als wollte sie die toten Krieger ins Jenseits geleiten.
Auf späteren Alben wurde der Gesang technisch vielschichtiger. Auf dem Nightwish-Album Oceanborn (1998) brachte Turunen ihre klassische Gesangsausbildung viel stärker ein. So verwendete sie im Stück „Passion and the Opera“ eine Staccato-Koloratur, die an die Arie „Der Hölle Rache kocht in meinem Herzen“ der Königin der Nacht aus Mozarts Zauberflöte erinnert; auch zeigt sich eine bereits damals gut eintrainierte Atemtechnik z. B. im Lied „Sleeping Sun“. Dabei hatte sie damals zunächst schwere Bedenken, dass ihre Gesangsausbildung noch nicht weit genug vorangeschritten war, um die Stücke technisch zu beherrschen.
Eine Herausforderung anderer Art war die Coverversion von „Over the Hills and Far Away“ (2001), da Turunen hier sehr tief singen musste, weit unterhalb des Stimmumfangs eines durchschnittlichen Soprans. In einem Interview mit dem Breakout-Magazin berichtet sie, dass die Bandmitglieder im Tonstudio von Lachkrämpfen geschüttelt wurden, während sie versuchte, sich auf die Gesangslinien einzusingen. Ein bleibender Vorteil der Bemühungen war, dass sie ihren Stimmumfang im tieferen Bereich erheblich erweitern konnte, was sich auch auf den folgenden Alben bemerkbar machte.
Bereits für das Album Century Child (2002) experimentierte sie mit einer „rockiger“ klingenden Gesangsstimme, wobei sie zwar die klassische Gesangstechnik beibehielt, jedoch z. B. mit weniger Vibrato sang. Zur Zufriedenheit der Sängerin gelang die Abwandlung des Stils aber erstmals auf dem Album Once (2004):

„Ich bin sehr zufrieden mit Once, weil ich meinen Gesangsstil in Nightwish seit Century Child zu ändern versucht habe, weil Tuomas das gefordert hat, weil die Lieder das seiner Meinung nach verlangten. […] und ich habe es auf Century Child nicht geschafft, das zu tun. Ich war nicht sehr glücklich damit. […] es war wirklich harte Arbeit, da ich seit 10 Jahren eine klassische Sängerin bin, daher war es schwer von vorne anzufangen und sich auf andere Stile zu konzentrieren. Natürlich singe ich immer (noch) mit klassischer Technik, ich singe nie mit meiner schlechten Sprechstimme, das kann ich nicht mehr.“

Dieser insgesamt etwas tiefere, „rockigere“ Gesang auf Once sowie bei dem Lied „In the Picture“, das sie zusammen mit den Nuclear Blast Allstars aufgenommen hatte, wurde von Kritikern zumeist als erfrischende Abwechslung begrüßt.
Ihr erstes Solo-Album My Winter Storm (2007) enthält sowohl Stücke, die eher klassischen Kunstliedern ähneln, als auch Rock- und Metalsongs. Auf dem Album singt Turunen daher einige Stücke in einem ausgeprägt klassischen Gesangsstil, die meisten aber mit einer „rockigen“ Gesangsstimme. Dabei kommt es häufiger vor, dass sie ein Lied rockig beginnt, um dann für weit ausladende Melodiebögen in einen ausgeprägt klassischen Gesangsstil zu wechseln.

„Tarja fliegt mit ihrer klassisch ausgebildeten Stimme tapfer über Orchesterklänge und Brachialgitarren hinweg. Wie Phoenix aus der Asche […] hebt sie immer wieder ab zu weit ausladenden Melodiebögen, manchmal noch beflügelt von vielstimmigen Frauenchören.“

In einem Interview erklärte sie, dass sie ihren Stimmumfang erstmals in einem einzigen Album habe voll ausnutzen können:

„Ja, wenn ich singe, dann versetze ich mich in die Stimmung und die Gefühle dahinter. […] Ich habe einen wirklich großen Stimmumfang auf diesem Album benutzt – um die drei Oktaven –, denn jedes Lied hat eine andere Stimmung und das soll reflektiert werden.“

### Stimmlage und Stimmumfang

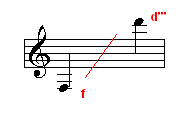
Stimmumfang auf dem Album My Winter Storm

Turunen singt in der Stimmlage Sopran (genauer: lyrischer Sopran), allerdings erreicht sie auch den Mezzosopran- und den Alt-Bereich.

„Ich habe viele Jahre lang Stücke aus dem Mezzosopran-Repertoire gesungen und deswegen habe ich heute noch ein ziemlich tiefes Gesangsregister für einen lyrischen Sopran. Heutzutage sehe ich mich selbst als leichten lyrischen Sopran.“

Im Laufe ihrer bisherigen Karriere hat Turunen einen Stimmumfang von drei Oktaven entwickelt. Ein weiter Stimmumfang zeigt sich auch auf dem Album My Winter Storm, wo sie im Lied „The Seer“ mit dem Ton f der kleinen Oktave ihren bisher niedrigsten Ton gesungen und in einem anderen Lied mit dem Ton d′′′ der dreigestrichenen Oktave den bisher höchsten auf einem ihrer Alben gesungenen Ton benutzt hat.
Weitere Beispiele für Gesang im höheren Stimmbereich sind z. B. „Stargazers“ (von Oceanborn), „The Phantom of the Opera“ und „She is My Sin“ (von Wishmaster); als Beispiele für Gesang im tieferen Stimmbereich können z. B. „Over the Hills and Far Away“ (von der gleichnamigen EP) und „Ever Dream“ (von Century Child) genannt werden.

## Rezeption
Turunens Gesang wird von Kritikern als bemerkenswert kraftvoll und zugleich gefühlvoll beschrieben. Dabei gehen die Ansichten auseinander, ob ihre Stimme zu trainiert oder opernhaft für Metal-Gesang klingt. Oft finden aber auch Kritiker, die klassischen Gesang normalerweise nicht unbedingt mögen, dass ihre Stimme zu den von ihr gesungenen Metal-Stücken ungewöhnlich gut passt.
Turunen galt bis zum Ende der Zusammenarbeit mit Nightwish als „Aushängeschild“ der Band, während Bandleader Holopainen als deren „Seele“ angesehen wird. Es wird allgemein angenommen, dass sie einen wichtigen Beitrag zum Erfolg von Nightwish geleistet hat. Der als „Opera Metal“ bekannt gewordene Musikstil inspirierte auch viele andere Metalbands und Sängerinnen.

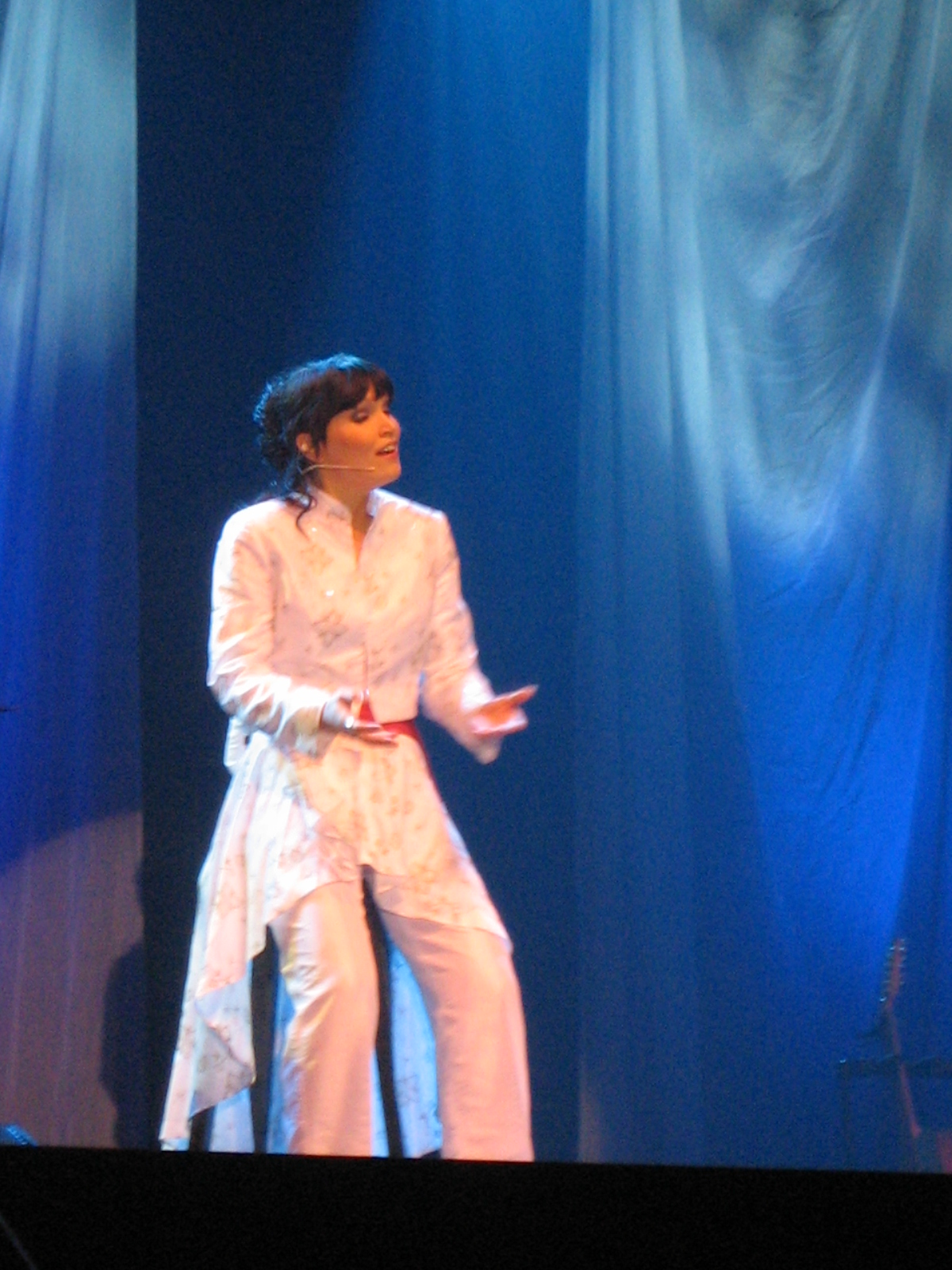
Weihnachtskonzert 2006

Ein sehr großes Medieninteresse rief die öffentlich ausgetragene Trennung von Nightwish hervor, wobei auch Turunens Charakter Gegenstand öffentlicher Diskussionen wurde. Die verbliebenen Bandmitglieder führten als einen Grund für die Trennung an, dass Turunen geldgierig geworden sei.

„Leider sind Dir Geld, Geschäfte und all die Dinge, die nichts mit Gefühlen zu tun haben, viel wichtiger geworden.“

Turunens Ehemann Cabuli erwiderte auf die Fragen von Fans zu diesem Thema, dass die Gewinnaufteilung in den Anfangsjahren der Band festgelegt worden sei. Andere Bandmitglieder hätten dabei eine höhere Gewinnbeteiligung bekommen, worüber sich Turunen nie beschwert habe.

“For sure in her case, money is not coming first in her book of life.”

„In ihrem Fall kann ich sicher sagen, dass Geld nicht oberste Priorität in ihrem Buch des Lebens hat.“

Den größten Bekanntheitsgrad und damit das intensivste Medienecho hat Turunen in ihrer Heimat Finnland. Im Dezember 2003 wurde sie, zusammen mit anderen Personen von großem öffentlichem Interesse, von der finnischen Präsidentin Tarja Halonen anlässlich des finnischen Unabhängigkeitstages in den Präsidentenpalast eingeladen. Dieses Ereignis wurde für 2 Millionen finnische Fernsehzuschauer live übertragen. Als sie im Dezember 2007, begleitet vom Kammerorchester Tapiola Sinfonietta, verschiedene Versionen der finnischen Nationalhymne Maamme („Unser Land“) zur Feier des 90. Jahrestages der finnischen Unabhängigkeit darbot, wurde das Konzert im finnischen Fernsehen ebenfalls live übertragen.
In Deutschland beschränkt sich ihre Bekanntheit bisher im Wesentlichen auf die Metal- und die Schwarze Szene. Einen breiteren Widerhall in den deutschen Medien erreichte sie im Zusammenhang mit der Echo-Nominierung und am 30. November 2007, als sie die Gelegenheit hatte, mit ihrer Livedarbietung von „I Walk Alone“ 8,8 Millionen ZDF-Fernsehzuschauer auf den Abschiedskampf der Boxerin Regina Halmich einzustimmen.
Da Turunen die reine klassische Musik nur in Form von Nebenprojekten (Weihnachtskonzerte, Noche Escandinava, Savonlinna-Opernfestspiele) betreibt, erzielt sie in der Klassik-Szene kein großes Medienecho. Sie ist aber auch dort gerne gesehen, da sie ein junges Publikum anzieht, das sich sonst für Klassik wenig interessieren würde, und da sie aufgrund ihrer Bekanntheit häufig für ausverkaufte Vorstellungen sorgt.
2017 wurde Tarja Turunen Teil von 56 offiziellen, Finnland repräsentierenden, landestypischen Emoji (The Voice).

## Diskografie

### Solokarriere
Studioalben

| Jahr | Titel Musiklabel                                                                | Höchstplatzierung, Gesamtwochen, AuszeichnungChartplatzierungen (Jahr, Titel, Musiklabel, Platzierungen, Wochen, Auszeichnungen, Anmerkungen) | Höchstplatzierung, Gesamtwochen, AuszeichnungChartplatzierungen (Jahr, Titel, Musiklabel, Platzierungen, Wochen, Auszeichnungen, Anmerkungen) | Höchstplatzierung, Gesamtwochen, AuszeichnungChartplatzierungen (Jahr, Titel, Musiklabel, Platzierungen, Wochen, Auszeichnungen, Anmerkungen) | Höchstplatzierung, Gesamtwochen, AuszeichnungChartplatzierungen (Jahr, Titel, Musiklabel, Platzierungen, Wochen, Auszeichnungen, Anmerkungen) | Höchstplatzierung, Gesamtwochen, AuszeichnungChartplatzierungen (Jahr, Titel, Musiklabel, Platzierungen, Wochen, Auszeichnungen, Anmerkungen) | Anmerkungen                                                 |
| Jahr | Titel Musiklabel                                                                | DE | AT | CH | UK | FI | Anmerkungen                                                 |
| ---- | ------------------------------------------------------------------------------- | --- | --- | --- | --- | --- | ----------------------------------------------------------- |
| 2006 | Henkäys ikuisuudesta auch bekannt als: Breath from Heaven Passion Records (UMG) | — | — | — | — | FI2 Platin · (9 Wo.)FI | Erstveröffentlichung: 10. Oktober 2006 Verkäufe: + 50.293   |
| 2007 | My Winter Storm Vertigo Records (UMG)                                           | DE3 Gold · (9 Wo.)DE | AT11 (4 Wo.)AT | CH15 (9 Wo.)CH | — | FI1 Gold · (9 Wo.)FI | Erstveröffentlichung: 14. November 2007 Verkäufe: + 138.903 |
| 2010 | What Lies Beneath Vertigo Records (UMG)                                         | DE4 (9 Wo.)DE | AT12 (6 Wo.)AT | CH11 (4 Wo.)CH | — | FI7 (7 Wo.)FI | Erstveröffentlichung: 1. September 2010                     |
| 2013 | Colours in the Dark Edel Music (Edel)                                           | DE6 (4 Wo.)DE | AT14 (2 Wo.)AT | CH20 (3 Wo.)CH | — | FI5 (6 Wo.)FI | Erstveröffentlichung: 30. August 2013                       |
| 2016 | The Shadow Self Edel Music (Edel)                                               | DE7 (4 Wo.)DE | AT19 (2 Wo.)AT | CH11 (3 Wo.)CH | — | FI13 (2 Wo.)FI | Erstveröffentlichung: 5. August 2016                        |
| 2019 | In the Raw Edel Music (Edel)                                                    | DE15 (2 Wo.)DE | AT30 (2 Wo.)AT | CH12 (3 Wo.)CH | — | FI28 (1 Wo.)FI | Erstveröffentlichung: 30. August 2019                       |